# V.I.P. (film)
V.I.P. – polsko-belgijsko-francuski film sensacyjny z 1991 roku w reżyserii Juliusza Machulskiego.
Zdjęcia kręcono w następujących lokacjach: Warszawa, Wilanów, dworek w Turowej Woli, Paryż, Moskwa, Gdynia (plaża i klif).
Polska premiera filmu: 25 października 1991 roku. 
W 2015 roku film został poddany cyfrowej rekonstrukcji.

## Fabuła
Roman Natorski jest kompozytorem. Pewnego dnia dostanie zlecenie szybkiego napisania muzyki dla Preussa. Po drodze poznaje Ramusa, dawnego kolegę ze szkoły. Ten proponuje mu odstawienie samochodu z kobietą w środku do domu na Mazury. Kiedy Roman ją odwozi, zostaje tam, by napisać partyturę i nawiązuje romans z kobietą.
W tym samym czasie Ramus z wiceministrem Delektą przemycają do Paryża diamenty. Obaj pracują dla niejakiego Maleckiego. Kiedy Ramus próbuje je sprzedać na własną rękę, zostaje zamordowany. Następnie z więzienia ucieka Grębosz. Do domu na Mazurach trafia Malecki ze świtą. Tam pojawiają się Grębosz i Delekta. Obaj zostają zamordowani, ale Malecki nie wie, że zabójstwo zostało przypadkowo nagrane kamerą, która trafia do Romka.

## Obsada aktorska
- Wojciech Malajkat − Roman Natorski
- Paul Barge − Jerzy Malecki (dubbing: Leonard Pietraszak)
- Liza Machulska − Anna, żona Jerzego
- Magdalena Wójcik − Agnieszka, córka Jerzego
- Jan Peszek − Delekta, wiceminister spraw zagranicznych
- Bogusław Sobczuk − Lipert, sekretarz pana Jerzego
- Krzysztof Majchrzak − złodziej Zdzisio Grębosz
- Beata Tyszkiewicz − matka Romana
- Alina Janowska − Gręboszowa, matka Zdzisia
- Cezary Pazura − Małyszko, bandzior pana Jerzego
- Ryszard Rynkowski − "Fuks", bandzior pana Jerzego
- Tomasz Mędrzak − Jan Ramus, kolega Romana z czasów licealnych, człowiek pana Jerzego
- Wojciech Wysocki − kompozytor Piotr Preuss
- Piotr Machalica − Rafał Salamon, realizator nagrań
- Maciej Stuhr − małolat Maciek, kolega Romana
- Edward Linde-Lubaszenko − pułkownik Petrykus, wysoki oficer Policji
- Robert Rogalski − chan tatarski
- Marek Kondrat − aktor Marek grający księcia Poniatowskiego
- Janusz Bukowski − policjant na Okęciu
- Paweł Wawrzecki − adwokat
- Krzysztof Jaroszyński − Halaj, dziennikarz TV
- Aleksander Mikołajczak − mężczyzna na Okęciu
- Arkadiusz Bazak − prezes TV Kwieciński
- Krzysztof Gordon − porucznik Siwy
- Jerzy Matula − reżyser filmu o księciu Poniatowskim